# Jason Winer

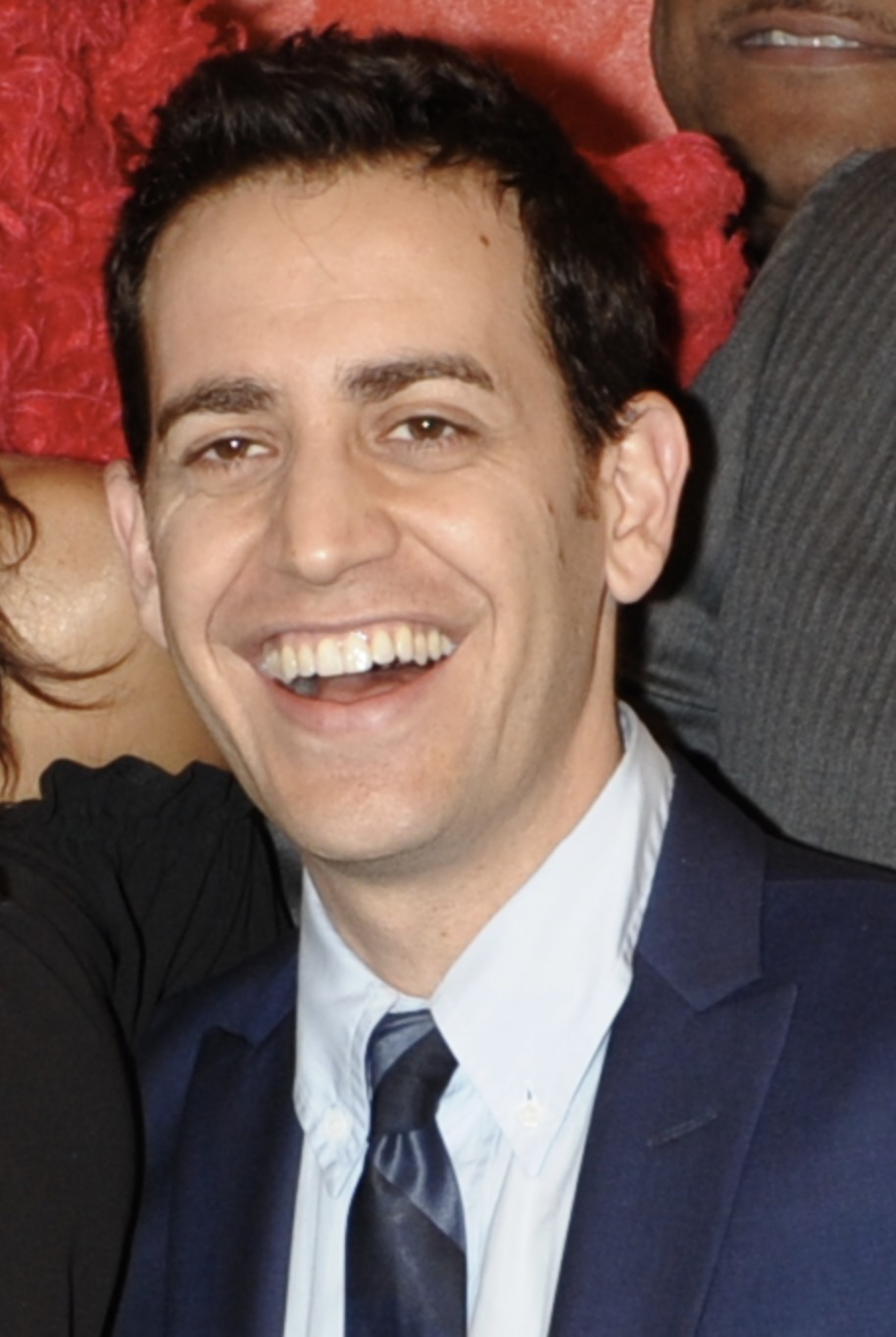
Jason Winer (2010)

Jason Winer (* 7. Dezember 1972 in Baltimore, Maryland) ist ein US-amerikanischer Regisseur, Produzent, Autor, Schauspieler und Komiker. Er ist vor allem für die Regie der ersten 23 Folgen der amerikanischen Sitcom Modern Family bekannt.

## Leben
Winer wurde in Baltimore, Maryland, geboren und wuchs dort auf, ist Jude und besuchte die Friends School of Baltimore und die Northwestern University und ist ein Absolvent des Improv Olympic Theatre.

### Karriere
Nach dem College spielte Winer in Fernsehwerbung für Unternehmen wie Budweiser, Nike und Dr Pepper. Er trat auch als Stand-up-Comedian auf Sendern wie HBO auf und war einer der Stars in der TV-Spielshow The Blame Game auf MTV. Schließlich wechselte er hinter die Kamera und führte 2005 Regie bei The Adventures of Big Handsome Guy and His Little Friend.
Seitdem hat Winer bei Episoden von Fernsehserien wie Kath & Kim, Samantha Who?, Carpoolers und Apartment 23 Regie geführt. Er ist sowohl Co-Executive Producer von Modern Family als auch Regisseur. Im Jahr 2010 gewann Winer den Directors Guild of America Award für herausragende Leistungen bei der Regie von Comedy-Serien für Modern Family.
Für die Regie bei den Modern-Family-Episoden "Pilot" und "Virgin Territory" wurde er für den Emmy Award nominiert.
Winer führte 2011 bei der Neuverfilmung von Arthur Regie, seiner ersten Arbeit als Filmregisseur.
Er war auch Mitschöpfer der Sitcom 1600 Penn mit Josh Gad und Jon Lovett.

### Persönliches
2012 heiratete er in Palm Springs, Kalifornien, Jackie Seiden.